# Longinus Atundo
Longinus Atundo (* 4. Januar 1936 in Lunganyiro; † 15. November 1996) war ein kenianischer römisch-katholischer Geistlicher und Bischof von Bungoma.

## Leben
Longinus Atundo empfing am 30. Dezember 1964 das Sakrament der Priesterweihe. Am 27. Februar 1978 wurde Atundo in den Klerus des Bistums Kakamega inkardiniert. Dort fungierte er als Verantwortlicher für das Laienapostolat und die katholischen Schulen.
Am 27. April 1987 ernannte ihn Papst Johannes Paul II. zum ersten Bischof von Bungoma. Der Präfekt der Kongregation für die Evangelisierung der Völker, Jozef Kardinal Tomko, spendete ihm am 28. Juni desselben Jahres die Bischofsweihe; Mitkonsekratoren waren der Erzbischof von Nairobi, Maurice Michael Kardinal Otunga, und der Bischof von Kakamega, Philip Sulumeti.